# Myrmarachne laticorseleta
Myrmarachne laticorseleta är en spindelart som beskrevs av Huang J. 2004. Myrmarachne laticorseleta ingår i släktet Myrmarachne och familjen hoppspindlar. Inga underarter finns listade i Catalogue of Life.